# USS Philippine Sea (CV-47)
USS Philippine Sea (CV-47) bio je američki nosač zrakoplova u sastavu Američke ratne mornarice i jedan od nosača klase Essex. Bio je prvi brod u službi Američke ratne mornarice koji nosi ime Philippine Sea. Služio je od 1946. do 1958. godine. Ušao je u službu nakon završetka Drugog svjetskog rata. Philippine Sea je odlikovan s 9 borbenih zvijezda (eng. battle stars – odlikovanje za sudjelovanje u bitkama) za sudjelovanje u Korejskom ratu. Ostatak svoje operativne službe je proveo u Tihom oceanu. Za razliku od većine ostalih brodova klase Essex, Philippine Sea nije moderniziran tako da je bio zadržao klasičan izgled nosača Essex klase iz Drugog svjetskog rata.
Povučen je iz službe 1958. godine, a 1971. je prodan kao staro željezo.

### Zajednički poslužitelj
|  | Zajednički poslužitelj ima stranicu o temi USS Philippine Sea (CV-47)    |
|  | Zajednički poslužitelj ima još gradiva o temi USS Philippine Sea (CV-47) |